# Eumerus okinawaensis
Eumerus okinawaensis är en tvåvingeart som beskrevs av Tokuichi Shiraki 1930. Eumerus okinawaensis ingår i släktet månblomflugor, och familjen blomflugor. Inga underarter finns listade i Catalogue of Life.